# ㅎ
ㅎ (reviderad romanisering: hieut, hangul: 히읗) är den fjortonde bokstaven i det koreanska alfabetet. Den är en av fjorton grundkonsonanter.